# 張延齡 (明朝)
張延齡（1477年—1546年），北直隶河间府兴济县人。明朝軍事將領，建昌侯。張巒之子、孝成敬皇后之弟。
父亲張巒死後，晋升都督同知，封建昌伯。弘治五年（1492年）三月，進封侯，加太保。嘉靖八年（1529年），嘉靖帝革除外戚封并不得世襲，其與兄張鶴齡都被革，后因不法事，嘉靖十二年十月入獄。嘉靖二十年，孝成敬皇后去世。嘉靖二十五年，被斬殺于西市。